# Proveïdor d'Internet

Opcions de connectivitat a internet de usuari final a nivells 3/2 ISPs

Nivells 1 i 2 d'interconnexions ISP

Un proveïdor d'Internet (en anglès Internet service provider, ISP) és una empresa o institució que ofereix accés a Internet a través d'una connexió a la xarxa. Hi ha diferents tipus de proveïdors d'Internet, com ara els proveïdors d'accés a Internet que ofereixen connexions a Internet a través de diferents tecnologies com ara la línia telefònica, la fibra òptica o la xarxa de satèl·lits, i els proveïdors de serveis d'Internet que ofereixen diferents tipus de serveis a través de la xarxa, com ara correu electrònic, allotjament web o blogs, entre d'altres, inicialment de pagament, però amb el temps van passar a ser de franc. Els proveïdors d'Internet han esdevingut imprescindibles per a gairebé totes les activitats quotidianes i han contribuït a la globalització de la informació i la comunicació.
Generalment un ISP cobra una taxa mensual al consumidor que té accés a internet, i el preu varia segons la velocitat de connexió i els serveis que ofereixin. El terme que s'utilitza per denominar la velocitat d'Internet és amplada de banda. A més amplada de banda, més velocitat.
La velocitat de connexió a Internet pot estar dividida en dues categories: dial-up i banda ampla. Les connexions de dial-up requereixen l'ús de línies telefòniques, i habitualment té connexions de 56 Kbps o menors. Les connexions de banda ampla poden ser XDSI, accessos de banda ampla sense fils, cable, mòdem, DSL, connexió per satèl·lit o ethernet. En les connexions de banda ampla, l'usuari sempre està connectat (excepte l'XDSI) i les velocitats poden variar.